# المشراح (يافع)

تعديل مصدري - تعديل

المشراح هي إحدى قرى عزلة لبعوس بمديرية يافع التابعة لمحافظة لحج، بلغ تعداد سكانها 45 نسمة حسب تعداد اليمن لعام 2004.